# Хименес де Кесада, Гонсало
Гонса́ло Химе́нес де Кеса́да (исп. Gonzalo Jiménez de Quesada; 1509, Гранада —1579, es:Mariquita (Tolima), Колумбия) — испанский конкистадор, писатель, историк, распространивший власть испанской короны на Новую Гранаду (ныне — Колумбия).

## Биография
Хименес де Кесада принадлежал к знатному семейству и гордился происхождением от Генриха Мореплавателя. Учился в университете Саламанки, получил степень лиценциата права, после чего вернулся в Гранаду. В 1535 году был направлен на управление колумбийским прибрежным поселением Санта-Марта. Не имея никакого военного опыта, он собрал под своим командованием 900 испанцев и отплыл вверх по течению реки Магдалена на покорение страны, наречённой им Новой Гранадой.
После восьмимесячного путешествия по тропическим джунглям и многочисленных стычек с туземцами люди Хименеса де Кесады через долину реки Опон выбрались на равнину центральной Колумбии, где вместо искомого города Эльдорадо обнаружили цветущее государство народа чибча. Индейцы приняли испанцев за богов и сдались без сопротивления, их правитель бежал на запад, его столичный город был взят и переименован в Санта-Фе-де-Богота.
В конце 1538 году Хименесу де Кесаде стало известно, что на управление Новой Гранадой претендуют ещё двое конкистадоров — со стороны Венесуэлы к Боготе двигался немец Николай Федерман, со стороны Эквадора — испанец Себастьян де Белалькасар. Все трое договорились уладить спор при мадридском дворе. В июле 1539 г. Хименес де Кесада отправился для лоббирования своих интересов в Испанию, но получил лишь почётный титул губернатора Эльдорадо.
Хименес де Кесада, известный своим ровным и довольно миролюбивым нравом, прожил дольше прочих конкистадоров. На протяжении тридцати лет он управлял Новой Гранадой, защищая поселенцев от жестокости властей и жадности землевладельцев. Всё это время он не переставал мечтать об Эльдорадо. В 1569 году направился на покорение льянос, но вместо баснословного города золота нашёл лишь голые прерии.
После двух лет блужданий по льянос Хименес де Кесада вернулся в Боготу с десятой частью своих спутников. Вскоре после этого он вернулся на родину[уточнить] и поселился в Суэске, где занялся написанием несохранившейся книги воспоминаний. Умер от проказы.
Похоронен на Центральном кладбище Боготы.

## Сокровища чибча-муисков
Сокровища, захваченные конкистадором на территории Колумбии у чибча-муисков, составили меньшее количество, чем захваченное Франсиско Писарро у инков, как видно из доклада королевских чиновников Хуана де Сан Мартина и Антонио де Лебрихи, принявших личное участие в походе (июль 1539):

Когда заместитель [Хименес де Кесада] вернулся в Тунху, было взвешено имевшееся золото, и взвешенное, составило, как в том, что было захвачено в Тунхе, так и у Согамосо и другое небольшое количество золота, захваченное в крае, вес в сто девяносто одна тысяча и сто девяносто четыре песо чистого золота, и другого, более низкопробного, золота тридцать семь тысяч двести тридцать восемь песо, и другого золота, называемого золотой лом, набралось восемнадцать тысяч триста девяносто песо. Была захвачена одна тысяча восемьсот пятнадцать изумрудных камней, среди которых имеются высококачественные камни, одни крупные, а другие — маленькие, и многообразные.— Хуан де Сан Мартин и Антонио де Лебриха. Доклад о завоевании Нового Королевства Гранада (июль 1539 года).

## Произведения
- Epitome de la Conquista del Nuevo Reino de Granada (Краткое изложение завоевания Нового Королевства Гранада), 1539.
- Apuntamientos y anotaciones sobre la historia de Paulo Jovio (больше известная как Antijovio), 1567 — исторический и политический трактат о современных автору событиях в Европе.
- Memoria de los descubridores, que entraron conmigo a descubrir y conquistar este Nuevo Reino de Granada, 1576.

### Переводы на русский язык
- Гонсало Хименес де Кесада. Краткое изложение завоевания Нового Королевства Гранада» (1539; 1548—1549). www.kuprienko.info (А. Скромницкий) (20 апреля 2010). Дата обращения: 20 апреля 2010.

### Краткое изложение завоевания Нового Королевства Гранада, 1539 (1548—1549)
Гонсало Хименес де Кесада в своём докладе «Краткое изложение завоевания Нового Королевства Гранада» (1539, отредактировано анонимным автором в 1548—1549 годах) сообщил о традиции выращивания муравьёв (различных видов) для приготовления хлеба:

Эта земля панчей плодородна, и обеспечена пропитанием и едой большая её часть, потому что другая её часть менее изобильна, а ещё одна, намного меньше, и доходит до такой нужды в каком-либо месте у панчей, что когда их покорили, то натолкнулись на тех, кто обитал в земле Тунхи меж двух многоводных рек, в неких горах, на провинцию людей, не очень малочисленных, чьим пропитанием были одни только муравьи, и из них они готовили для еды хлеб, перемешивая их [в муку]. Коих муравьёв превеликое изобилие в самой провинции и их выращивают для этой цели в загонах. И [эти] загоны представляют собой некие перегородки, построенные из широких листьев; и даже есть там, в той провинции, разнообразие муравьёв: одни — крупные, а другие — мелкие.— Гонсало Хименес де Кесада. «Краткое изложение завоевания Нового Королевства Гранада».
Также он сообщил об общем количестве захваченных у индейцев изумрудах за время своего похода:

Велико было богатство, захваченное в одной [Богота] и другой [Тунха] провинциях, но не настолько много, как в провинции Перу. Зато в том, что касается изумрудов, это Новое Королевство было значительнее, не только из-за тех, что были найдены в Перу во время её завоевания, но то, что даже об этом товаре [este artículo] никогда не слышали от сотворения мира. Потому что, когда принялись осуществлять делёж среди солдат, после завершения конкисты, то между ними было разделено более 7000 изумрудов; где встречались камни большой стоимости и очень дорогие. И это одна из причин, почему упомянутое Новое Королевство следует ценить больше, чем другие вещи, какие бы не случились в Индиях, потому что в нём было обнаружено то, чего ни один вероломный христианский государь, как мы знаем, не имел, то есть, что они [рудники] были разведаны, хотя долгое время индейцы желали держать в строгой тайне сведения о рудниках, где упомянутые изумруды добывались, как мы ныне не знаем о других в мире; хотя знаем, что их должны иметь в другом краю, ведь есть же драгоценные камни в Перу и имеются кое-какие изумруды. Но никогда не было известно об их рудниках.— Гонсало Хименес де Кесада. «Краткое изложение завоевания Нового Королевства Гранада».

## Упоминание в художественном произведении
По версии писателя Хермана Арсиньегаса, де Кесада мог послужить одним из прообразов Дон Кихота из известного романа «Хитроумный идальго Дон Кихот Ламанчский» Сервантеса. В частности, в начале романа автор упоминает его фамилию как один из настоящего имени главного героя — «Иные утверждают, что он носил фамилию Кихада, иные — Кесада… однако ж у нас есть все основания полагать, что фамилия его была Кехана» (глава I, перевод Н. Любимова).

## Галерея
- Хименес де Кесада
- Статуя
- Герб